# Link (postać)
Link (jap. リンク Rinku) – główny bohater serii gier komputerowych The Legend of Zelda, stworzonej przez Shigeru Miyamoto dla Nintendo. Postać Linka pojawiła się po raz pierwszy w 1986 roku w grze The Legend of Zelda.
Link pojawia się w wielu grach, mandze, komiksach amerykańskich i w innych produkcjach przedsiębiorstwa Nintendo. Na podstawie dwóch pierwszych części cyklu The Legend of Zelda stworzono serię krótkometrażowych filmów animowanych. Pojawił się też z innymi postaciami, jak np. Mario, Donkey Kong czy Kirby w serii Super Smash Bros.

## Charakterystyka postaci
Link występuje zazwyczaj jako kilku-, kilkunastoletni chłopiec. Zazwyczaj przedstawiany jest jako ciemny blondyn, ale w pierwszych częściach był szatynem. Jest jedną z niewielu leworęcznych postaci w grach wideo. Bohater nosi zawsze zieloną tunikę, biały, brązowy albo zielony podkoszulek i zieloną czapkę z wysokim, luźnym szpicem. Niekiedy nosi także białe rajtuzy. Ma długie, szpiczaste uszy.
Postać Linka jest zazwyczaj niema, choć w późniejszych częściach serii wydaje z siebie okrzyki bitewne, chrząknięcia albo krótkie słowa. Głosu postaci użyczali: Nobuyuki Hiyama (dorosły Link w Ocarina of Time) Fujiko Takimoto (młody Link w Ocarina of Time), Sachi Matsumoto (w The Wind Waker) i Akira Sasanuma (w Twilight Princess). Mimikę dodano mu dopiero w Ocarina of Time – było to możliwe ze względu na silnik trójwymiarowy gry.
Link podróżuje zwykle przez kraj Hyrule, zmagając się z siłami zła. Jego odwiecznym wrogiem jest Ganon, występujący również jako Ganondorf. Link posługuje się podczas swoich przygód różnorodnym sprzętem: zawsze nosi miecz i tarczę, używa też bumerangu, łuku, bomb i wielu innych narzędzi. W kilku grach serii uczy się grać na magicznych instrumentach i zmieniać postać.
Mimo młodego wieku, Link jest przedstawiany zawsze jako mężny wojownik. Jest skromny i uprzejmy, nigdy nie żąda zapłaty za swoją pomoc, zawsze śpieszy z pomocą uciemiężonym. Link jest zawsze przyjacielem księżniczki Hyrule – Zeldy; często uratowanie jej z opresji jest jednym z jego priorytetowych zadań.

## Historia postaci
W historii Hyrule istniało kilku różnych Linków. Postaci z poszczególnych części serii wyglądają podobnie, ale istnienie różnych Linków zostało ujawnione przy wielu okazjach w samych grach. W introdukcji do The Wind Waker i The Minish Cap pojawiają się, na przykład, odniesienia do starożytnego, legendarnego bohatera, który wygląda identycznie jak Link, a w The Wind Waker wprost pojawia się odniesienie do postaci Linka z Ocarina of Time, jako do postaci historycznej. Sam Miyamoto twierdzi, że istnieje oficjalny dokument, w którym przedstawione są związki pomiędzy częściami serii i konkretna chronologia, nigdy jednak nie upubliczniono tych informacji. Sympatycy serii regularnie usiłują dociec chronologii postaci, ale ich starania wciąż obracane są wniwecz, gdy nowa część gry drastycznie zaburza ich koncepcje. Sam twórca serii twierdzi, że ciągłość fabularna nie jest najistotniesza przy projektowaniu nowych gier z The Legend of Zelda. Jego koncepcja koncentruje się na dostarczaniu graczom z każdą częścią nowych wrażeń i wyzwań.
W niektórych grach pojawia się rodzina Linka. W A Link to the Past ma wuja, w Ocarina of Time wspomniana jest matka, która zginęła podczas wojny. W The Minish Cap wychowuje go dziadek (który jest kowalem), a w The Wind Waker – babka. W The Wind Waker ważną rolę odgrywa również jego siostra – Aryll.